# 337166 Ivanartioukhov
337166 Ivanartioukhov è un asteroide della fascia principale. Scoperto nel 1999, presenta un'orbita caratterizzata da un semiasse maggiore pari a 2,6459047 UA e da un'eccentricità di 0,2670586, inclinata di 11,56023° rispetto all'eclittica.